# Gazdasági ismétlőiskola (Makó)

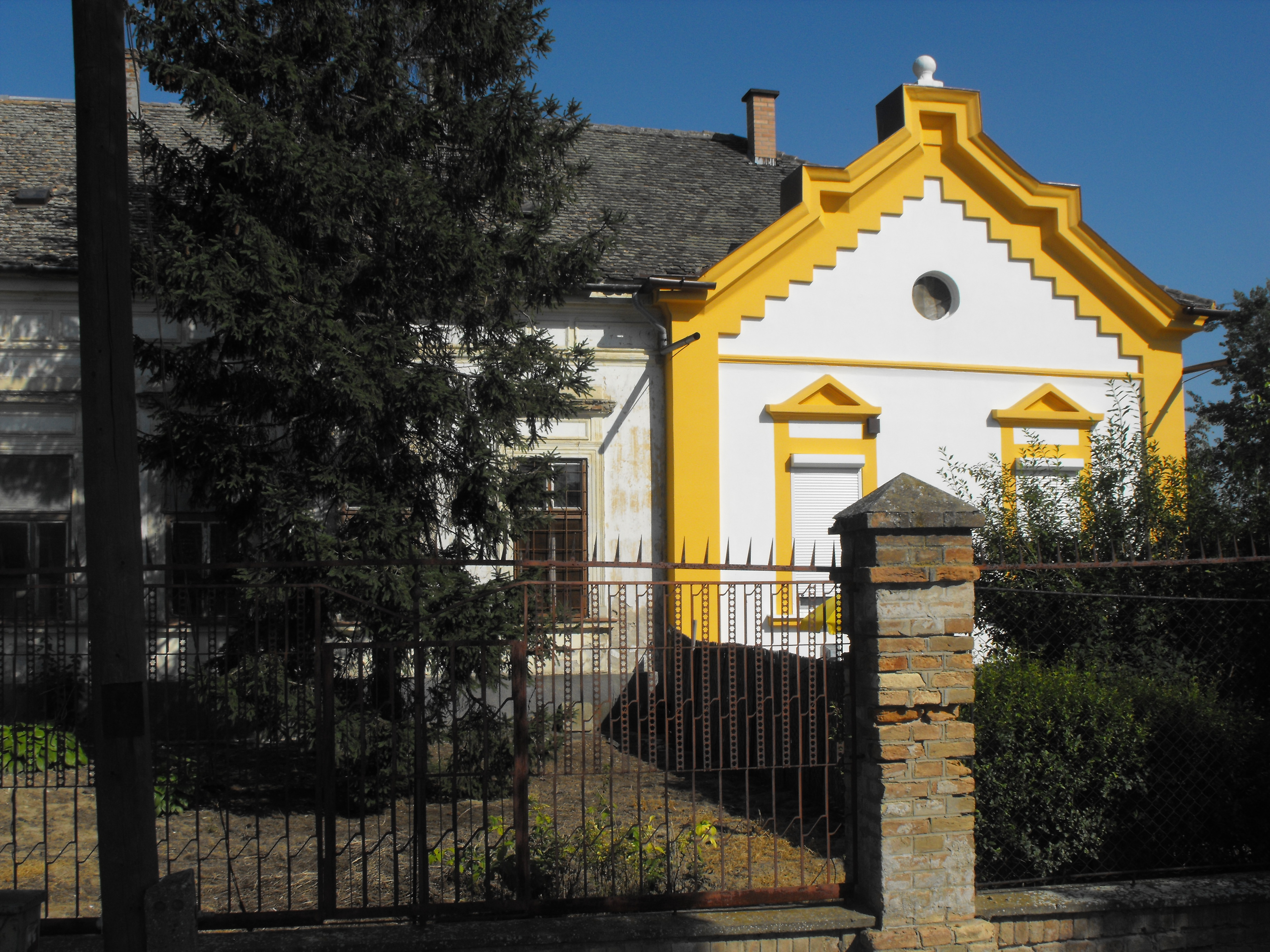
Az épület felújított, jobb szárnya

A makói Gazdasági ismétlőiskola épülete 1904 és 1909 között épült föl Újvároson az Államépítészeti Hivatal tervei alapján.
Az iskola az 1898/99-es tanévben kezdte meg működését; gyakorlókertjét a mai újvárosi római katolikus templom helyén, a tantermet pedig egy közeli parasztházban alakították ki. 1904. június 1-jétől az iskola fenntartója az állam lett. Újabb gyakorlókertet kapott (10 holdnyit) a Vásárhelyi és a Szegfű utca sarkán, majd 1904–1909-ben felépült az iskola új, korszerű épülete.
A főépületben két tanterem, két munkaterem, egy-egy tantestület és igazgatói iroda, valamint könyvtárhelyiség, intézeti szoba és konyha, vendégszoba, kamra, mosókonyha, konyhavezetői szoba és iskolaszolgálati lakás kapott helyet. Külön épületben helyezték el a háromszobás szaktanítói lakást a hozzá tartozó melléképületekkel együtt. Csanád vármegye vezetősége felajánlott tíz holdat gyakorlókert létesítésére, amelyet az iskola 20 évig használhatott. A kultuszminisztérium finanszírozta a kerítés építését is. Az iskolában 3 szaktanító dolgozott, ezzel Magyarország legjobb személyi ellátottságú gazdasági ismétlőiskolája lett. A növendékek megtanulták a hagyma helyes beillesztését a vetésforgóba, a fanemesítést; a tanterv részeként megismertették velük a korszerű gyümölcsfajtákat, és a nemesebb konyhakerti növényeket is. 1908-ban a londoni kiállításon mutatkozott be az intézmény; erről a vármegyei tisztviselők is elismeréssel nyilatkoztak, egy amerikai kereskedő pedig megvásárolta a teljes kiállított csipkeanyagot.
Az épület ma magánkézben van, lakóingatlanként funkcionál; állapota jelentősen leromlott, felújításon a jobb szárny kivételével nem esett át.